# Koljala
Koordinaten: 59° 23′ N, 26° 56′ O
Koljala ist ein Dorf (estnisch küla) in der Landgemeinde Sonda (Sonda vald). Es liegt im Kreis Ida-Viru (Ost-Wierland) im Nordosten Estlands.

## Beschreibung und Geschichte
Das Dorf hat 38 Einwohner (Stand 1. Januar 2009). Koljala liegt südsüdwestlich der Stadt Kiviõli.
Der Ort wurde erstmals 1241 im Liber Census Daniae urkundlich erwähnt. 1975 wurde das bis dahin selbständige Dorf Uuemõisa Koljala eingemeindet.